# Sakalavenweber

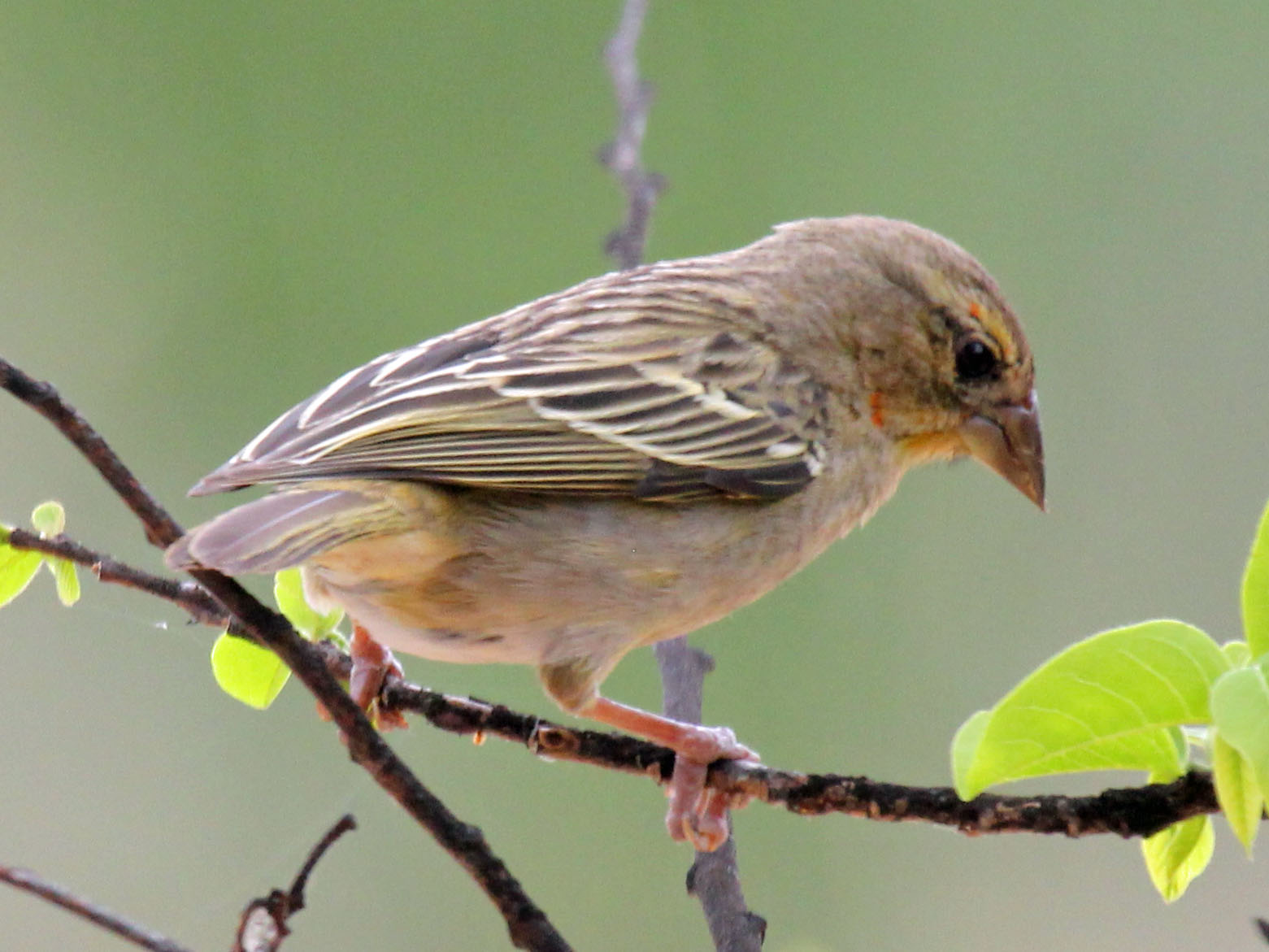
Weibchen

Der Sakalavenweber (Ploceus sakalava), zuweilen auch als Sakalavaweber bezeichnet, ist ein endemisch auf Madagaskar vorkommender Vogel aus der Familie der Webervögel (Ploceidae). Das Artepitheton bezieht sich auf die hauptsächlich an der Westküste Madagaskars lebende Volksgruppe der Sakalava.

## Merkmale
Sakalavenweber erreichen eine Körperlänge von 15 Zentimetern und ein Gewicht von 20 bis 28 Gramm. Zwischen den Geschlechtern besteht ein deutlicher Sexualdimorphismus. Im Prachtkleid während der Balz- und Brutzeit sind der Kopf, 
die Kehle und die Brust der Männchens kräftig gelb gefärbt, das Rückengefieder ist graubraun. Die ebenfalls graubraunen Arm- und Handschwingen sind weißlich gesäumt. Bauch und Flanken sind hellgrau. Im Schlichtkleid sind Kopf und Kehle graubraun. Sie entsprechen farblich dann den Weibchen, die ganzjährig ein schlichtes bräunliches Federkleid tragen und weiblichen Haussperlingen (Passer domesticus) ähneln.

## Verbreitung, Unterarten und Lebensraum
Neben der im Nordwesten Madagaskars vorkommenden Nominatform Ploceus sakalava sakalava ist eine weitere Unterart bekannt:
- Ploceus sakalava minor (Delacour & Berlioz, 1931), die im Südwesten der Insel heimisch ist.[2]

Die Art besiedelt bevorzugt trockene und Gebüsch reiche Regionen vom Meeresspiegel bis in Höhenlagen von maximal 1000 Metern.

## Lebensweise
Die Vögel sind in erster Linie Samenfresser und ernähren sich beispielsweise von Reiskörnern (Oryza). Als Zusatznahrung dienen Insekten und Webspinnen (Araneae), die während der Jungenaufzucht verstärkt gesammelt werden. Die Brutsaison wird durch die lokale Regenzeit bestimmt und ist regional sehr unterschiedlich. Im Norden Madagaskars fällt sie in die Monate September und Oktober, im Westen in die Zeit von November bis April. Das Nest wird von beiden Geschlechtern aus Zweigen, Gräsern, weichen Pflanzenfasern und Streifen von Palmblättern gewebt. Es ist retortenförmig, hat einen 17 bis 40 Zentimeter langen tunnelartigen Eingang und wird zwischen zwei und 25 Metern über dem Erdboden an Zweigen befestigt. Die Nester werden in Kolonien von 10 bis 120 Nestern je Standort und von bis zu 40 Nestern in einem Baum angelegt. Zuweilen werden Nester unterhalb von Horsten des Madagaskarseeadlers (Haliaeetus vociferoides), des Madagaskarbussards (Buteo brachypterus), des Schwarzmilans (Milvus migrans) oder des Schildraben (Corvus albus) platziert. Die Vögel versprechen sich dadurch besseren Schutz vor Feinden. Dessen ungeachtet werden Nestlinge mitunter von der Madagaskarhöhlenweih (Polyboroides radiatus) oder Eier vom Braunen Maki (Eulemur fulvus) geraubt. Vereinzelt werden Nester an der Dachkante strohgedeckter Häuser angehängt. Das Nest wird mit zwei bis vier hell grünlich-blauen Eiern bestückt. Beide Eltern versorgen die Jungen mit Nahrung. Details zur Brutdauer sowie der Nestlingszeit liegen nicht vor.

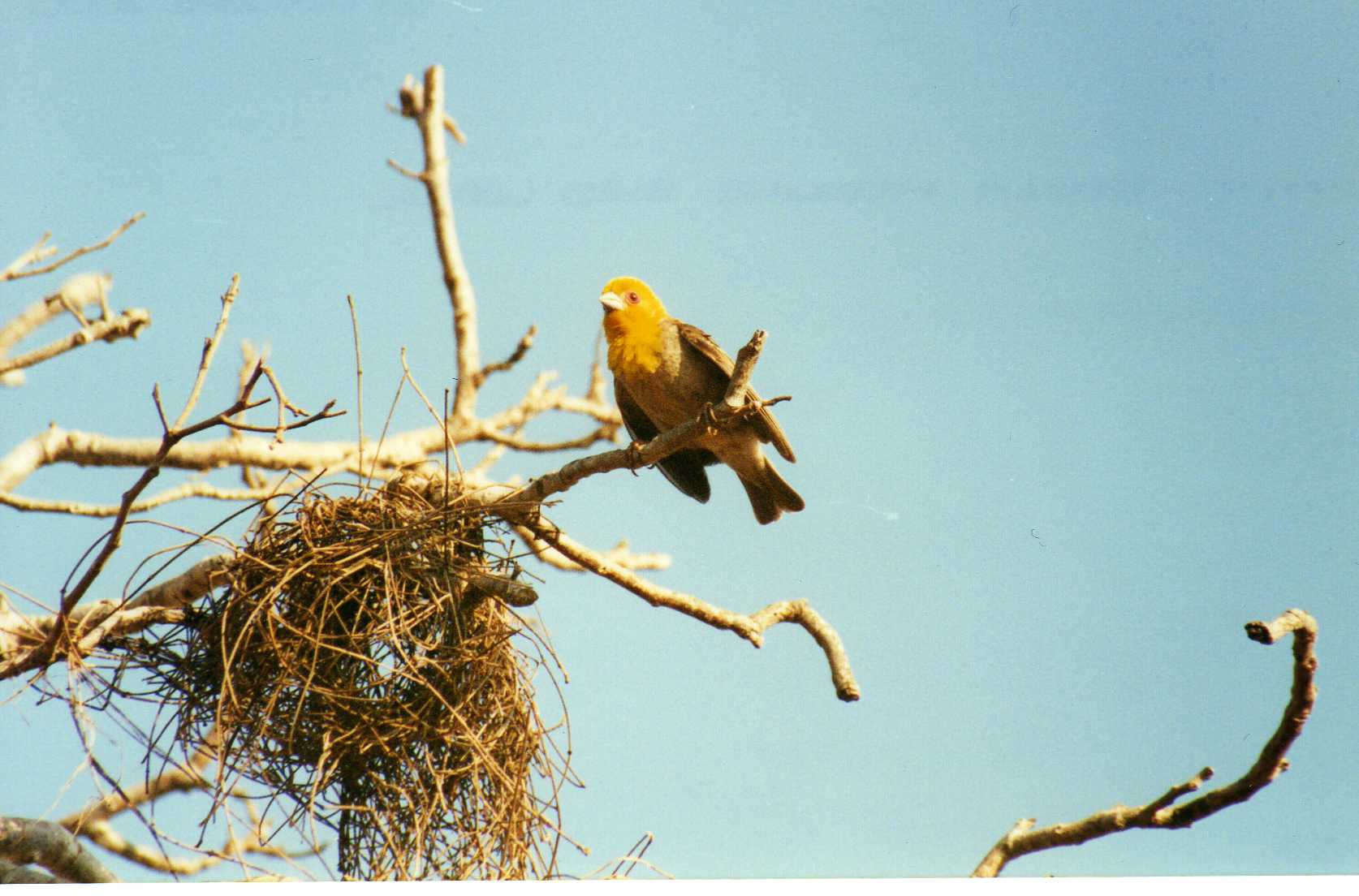
Männchen beim Nestbau
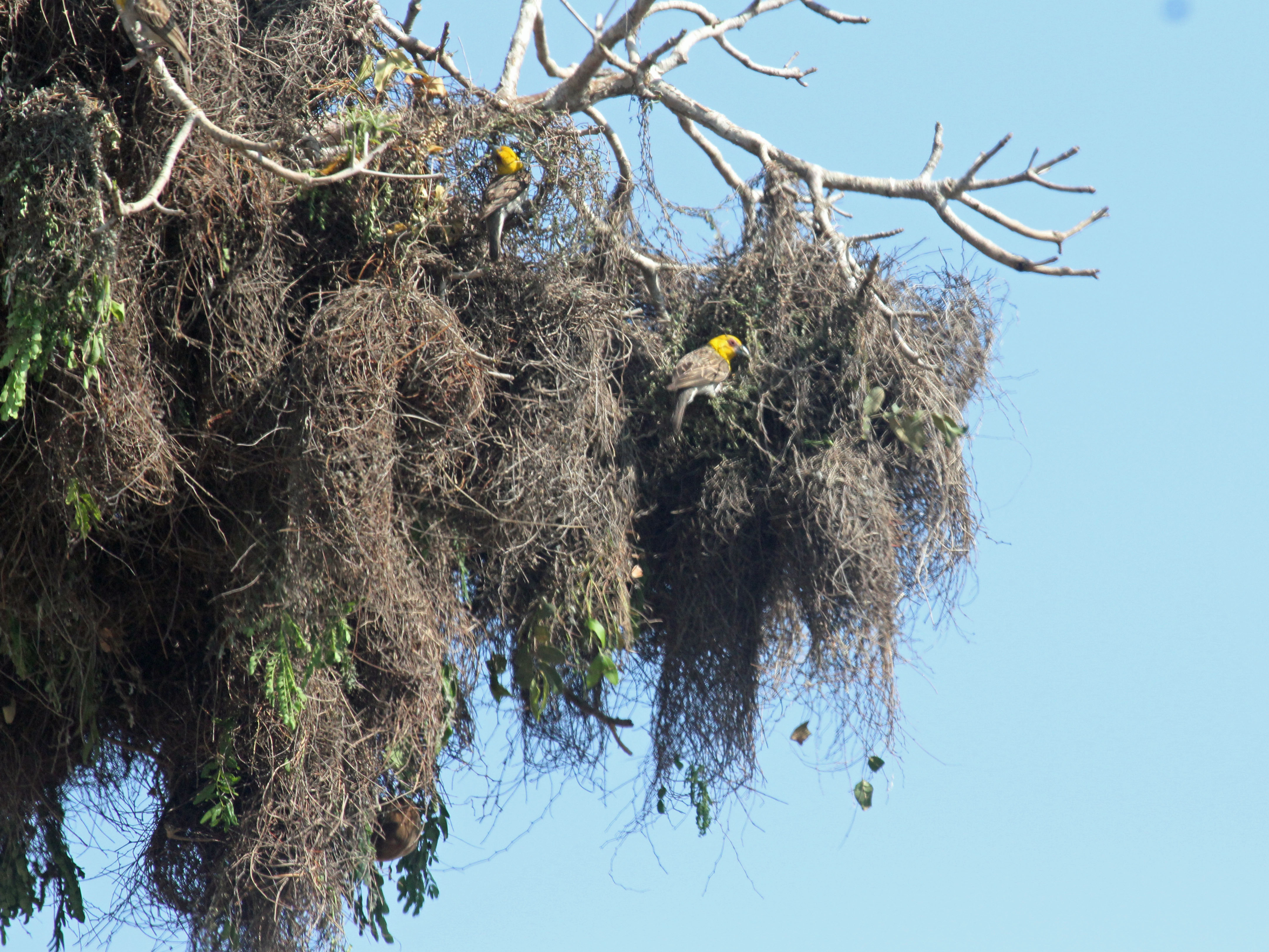
Kolonie von Nestern
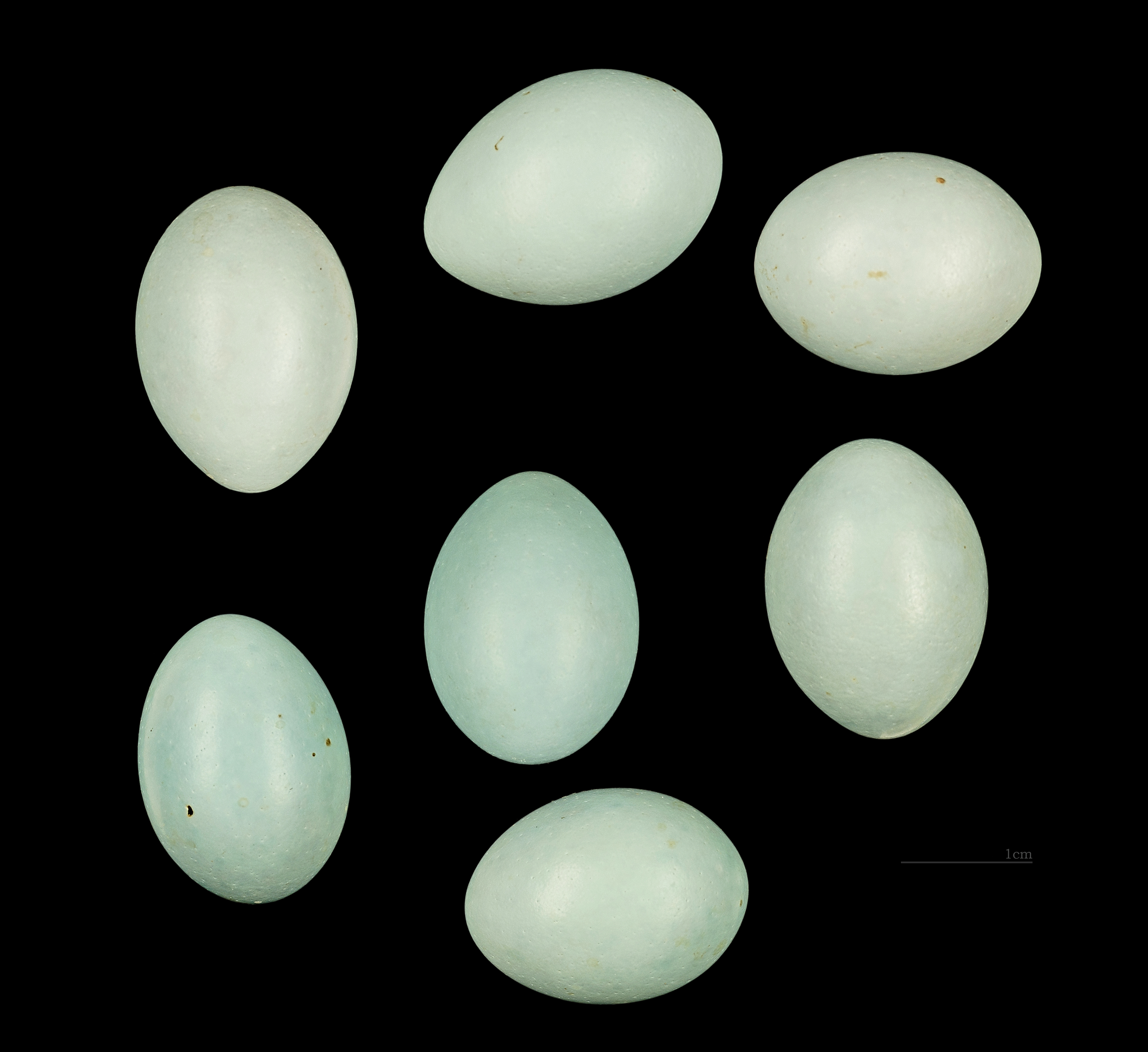
Eier

## Gefährdung
Sakalavenweber kommen auf Madagaskar verbreitet und häufig vor. Sie sind gebietsweise eng mit Menschen verbunden und werden aufgrund einer örtlichen Tradition geschützt, da sie als Glücksbringer gelten. Zwar werden viele Tiere von Schleiereulen (Tyto alba) erbeutet, was den Bestand jedoch nicht gefährdet. Sakalavenweber werden von der Weltnaturschutzorganisation IUCN demzufolge als  „least concern = nicht gefährdet“ klassifiziert.